# Гібралтар Юнайтед
«Гібралтар Юнайтед» (англ. Gibraltar United F.C.) — футбольний клуб Футбольної асоціації Гібралтару. Заснований у 1943 році. 

## Історія
Клуб був заснований гібралтарськими військовослужбовцями, які залишилися на Скелі під час Другої світової війни, оскільки цивільне населення було евакуйовано, що призвело до припинення футбольних матчів у Гібралтарі протягом військових років. «Гібралтар Юнайтед» представляв гібралтарців, щоб грати проти британських полків та інших військових частин, що служили в Гібралтарі. 
Клуб виграв титул найкращої команди Гібралтару одинадцять разів. У 2011 році клуб об'єднався з Lions F.C. й став називатись Lions Gibraltar F.C. У 2014 році клуб знову почав самостійний виступ у Другому дивізіоні. «Гібралтар Юнайтед» одразу став чемпіоном і, отже, повернувся на найвищий рівень.

## Досягнення
- Прем'єр-дивізіон: 11

1947, 1948, 1949, 1950, 1951, 1954, 1960, 1962, 1964, 1965, 2002
- Кубок Скелі: 4

1947, 1999, 2000, 2001
- Другий дивізіон: 2

1999, 2015